# 大廣弦
大廣弦，在台灣、中國閩南（漳州、泉州、廈門）、潮汕（潮州、汕頭、揭陽、汕尾海陸豐，特別是陸豐）流行的中音胡琴類民族樂器，又寫做大管弦或大筒弦，琴筒的材質又讓它被叫做兰投弦、藍投弦或林投弦。
簡稱廣弦、管弦或筒弦；兰投、藍投或林投。

## 形制；形狀
大廣弦的結構包含琴筒、琴桿、旋軸、琴弦以及弓。琴筒傳統上用林投樹或龍舌蘭的幹材製作，亦有用棕櫚樹製成。面板常用台灣泡桐（玄蔘科，台語稱梧桐）製成，琴桿（柱子；將軍柱；擔子）與旋軸為竹或木製，張2條弦，定純5度，早期常用蠶絲弦，現多用鋼弦，或外弦鋼弦內弦絲弦，亦有雙弦或其中1弦用人造纖維弦 。

## 演奏方式
演奏者將大廣弦直立放置、琴筒置於左大腿上，並用弓擦弦演奏。傳統上是用指腹按弦，指尖向內。

## 應用
大廣弦常用於歌仔說唱和歌仔戲、北管、正音戲、白字戲的音樂伴奏，早年潮劇棚面亦使用。

### 臺灣、閩南音樂
大廣弦是歌仔說唱最主要的胡琴類伴奏樂器，和月琴搭配，歌仔說唱中還有1種演唱員自拉自唱的大廣弦說唱（大廣弦唸歌仔），汪思明、溫紅塗、陳玉安（加走）3位名家錄製很多唱片，溫紅塗的學生盧培森（歿）是中國廈門最后1位大廣弦說唱演員。
在歌仔戲裡，大廣弦的定位是二手弦。其與同為文場的殼子弦、台灣月琴、台灣品仔（笛）合稱四大件，是歌仔戲的傳統樂器。它負責領奏江湖調、哭調、雜念調等特定曲調。此外，在南管戲、北管戲、高甲戲等戲劇中的後場伴奏，同樣使用大廣弦。
大廣弦也出現於陣頭表演。 漳浦大車鼓與台灣車鼓均使用大廣弦作為其伴奏樂器；太平歌的伴奏樂器亦有大廣弦。
臺灣北管中的弦譜可使用大廣弦與主奏的樂器合奏。但其並非必備的樂器，也比較少見。
台灣客家山歌和客家八音有時用大廣弦代替冇弦。

### 潮汕音樂
中國汕尾海陸豐正音戲（正字戲）用大管弦做頭手弦（頭弦；頭手；主弦；領奏胡琴），搭配竹弦、三弦等樂器。
中國汕尾海陸豐白字戲個別劇目（《事久弄》；《事久問路》和《桃花搭渡》；《桃花過渡》）使用大管弦。
中國汕尾海陸豐錢歌舞使用大管弦。
現在的中國潮州、汕頭、揭陽，藍投弦和大廣弦（藍投弦是大廣弦的別稱）只見於文字紀錄，潮劇（頂頭白字戲）樂隊已不使用，潮州音樂中的儒家樂（漢樂、外江詩）等特定音樂使用竹弦，和藍投弦同樣琴筒圓而偏大，蒙桐木面板，但通體都是竹製（大廣弦頂多只有琴桿用竹製），而且音色較高亢激昂，較接近頭弦、京胡（大廣弦是音域較低的中音樂器，聲音特色是嗚嗚叫）。

### 宗教儀式
在臺灣，道教靈寶派的儀式使用後場樂器，大廣弦是其中略為常見的。

## 資深琴師

### 台灣
汪思明（臺北人，原名汪乞食，呂柳先的老師，歿）、溫紅塗（又名溫紅土，有1說是臺南人，盧培森、林文祥、邵江海的老師，歿）、陳玉安（又名陳加走，台北縣現新北市新莊人，歿）、李申長（歿）、許森淵（彰化市人，許再添的老師，歿）、呂柳先（台北縣現新北市人，歿）、黃茂貴（歿）、杜蚶（台北縣現新北市永和人，陳秋霖和陳水柳的老師）、陳秋霖（台北人，歿）、陳水柳（又名陳冠華，台北萬華人，林水泉的老師，歿）、洪堯進（彰化二林人，賴達逵、劉文亮、柯銘峰的老師，歿）、楊再興（台北人，歿）、蔡添登（臺南人，歿）、蔡春安（臺中沙鹿人，歿）、許再添（彰化市人，劉文亮和柯銘峰的老師，歿）、林水泉（台北人，葉明德的老師，歿）、王玉川（新竹人，歿）、楊旺清（宜蘭人）、李國治（高雄人）、何阿通（宜蘭人）、葉明德（台北人）、林竹岸（雲林人）等。

### 閩南
盧培森（台灣溫紅塗的學生，歿）、林文祥（台灣溫紅塗的學生，歿）、邵江海（台灣溫紅塗的學生，歿）、王銀河（台籍，臺北出身，歿）、王田水、王南輝（台籍，王銀河的兒子）等。

## 青年琴師

### 台灣
劉文亮（歿）、柯銘峰、賴嘉宸（原名賴達逵）、周以謙、劉逸群、陳孟亮、許鈞炫、邱千溢、姬禹丞等。

### 閩南
蔡藝榕（中國國家1級演員，正高級職稱）、鄭解放（中國國家2級演員，副高級職稱）、許永仁（中國國家2級演員，副高級職稱）等。

### 潮汕
江初（汕尾陸豐人，中國國家2級演員，副高級職稱）等。

## 新創曲目
1些20世紀下半葉新創作的民樂曲使用大廣弦，較出名並錄音問世的有《鄉音寄懷》（李煥之作曲，使用大廣弦、南管琵琶、尺八大簫，閻惠昌指揮中央民族樂團的錄音是第1個面世版本，閻惠昌指揮高雄市國樂團錄音是第2個）、《原鄉與本土》（陳能濟作曲，關迺忠指揮高雄市國樂團錄音，前後有2個版本），《台灣風情組曲·廟會》（朱昌耀作曲，2004年12月10日瞿春泉指揮台灣國家國樂團的前身國立實驗國樂團在台北國家音樂廳世界首演，作曲家親自擔任大廣弦，後又在中台巡演多場，影音光盤和音樂光盤已出版）。
21世紀，有黃曉飛作曲的《車鼓迴旋曲》（使用大廣弦、殼仔弦、台灣月琴，劉文祥指揮台灣台南市立民族管絃樂團2003年4月26日在台南市世界首演，錄音已出版光盤）等新創民樂曲用了大廣弦。
中國國家1作曲江松明曾創作《大廣弦暢想曲》，中國國家1級演員蔡藝榕曾創作《大廣弦隨想曲》。
台灣的劉文亮生前曾創作《大廣弦二重奏》